# Northey Island
Northey Island est une île dans l'estuaire de la Blackwater, dans le comté d'Essex, en Angleterre de l'Est. Elle est reliée à la rive sud de la rivière par une route submersible excepté entre deux heures avant et après la marée haute.  Elle se trouve approximativement 2 km à l'est de Maldon (Essex) et 2 km à l'ouest d'Osea Island.

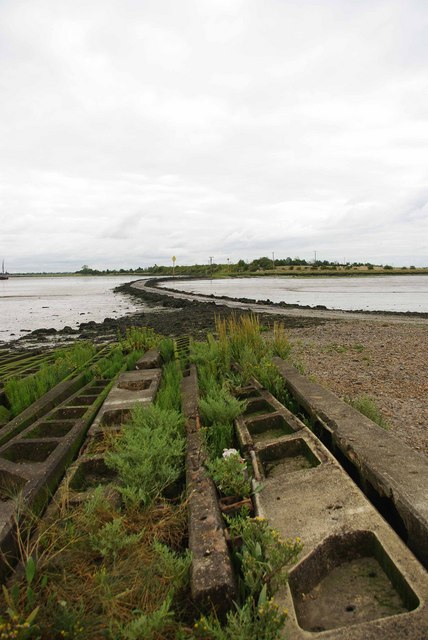
En direction de Northsey Island, la route submersible.

On pense que la bataille de Maldon, en 991, a eu lieu sur la chaussée et la rive sud de la Blackwater près de l'île. À cette époque, la chaussée était probablement moitié moins longue qu'elle ne l'est actuellement - 120 mètres au lieu de 240 mètres aujourd'hui.
Une importante tentative de valorisation des terres a été réalisée par l'entrepreneur néerlandais Nicholas Van Cropenrough, au début du XVIIIe siècle : il a entouré les marais pour agrandir considérablement l'île, mais les murs ont été percés par la mer et la terre est redevenue marécageuse le 29 novembre 1897.
En 1923, Northey a été acheté par l'écrivain et militant Norman Angell ; en 1933, il a reçu le prix Nobel de la paix.[citation nécessaire]
L'ensemble de l'île et une partie de la rive près de la chaussée sont désormais une réserve naturelle nationale.
Northey abrite une avifaune diversifiée qui se rencontre dans le nom de lieu "Awl Creek" qui perpétue le nom de l'Avocette en dialecte traditionnel de l'Essex
Northey abritait autrefois plus d'espèces animales qu'aujourd'hui. L'île a été l'un des derniers bastions méridionaux du raven (corbeau), le dernier oiseau ayant été capturé dans le bosquet des Dames en 1888
L'île  appartient au National Trust et ne peut être visitée qu'en accord avec le gardien qui en est le seul habitant. 
C'est l'une des 43 îles à marée (sans pont) accessibles à pied depuis le continent et l'une des six îles à marée de l'Essex